# Sete Orelhas
Januário Garcia Leal, o Sete Orelhas, (Jacuí, 1761 — Lava Tudo, Lages, 16 de maio de 1808) foi um fazendeiro do interior brasileiro. Quando Januário morreu, Lages pertencia à Capitania de São Paulo, só passando a pertencer à Santa Catarina, por alvará de D. João VI, em 1820.

## Biografia
Januário Garcia Leal foi um fazendeiro que vivia na propriedade denominada Ventania, hoje no município de Alpinópolis, situada no sul de Minas Gerais, juntamente com sua família e escravos. Em 21 de janeiro de 1802, recebeu uma carta patente assinada pelo Capitão General da Capitania de Minas Gerais, Bernardo José de Lorena,  nomeando-o como Capitão de  Ordenanças do  Distrito de São José e Nossa Senhora das Dores (hoje Alfenas).
Sua vida foi pacata até que um acontecimento trágico a mudou definitivamente: a morte covarde de seu irmão João Garcia Leal, que foi surpreendido em uma fazenda no município de São Bento Abade, por sete homens e atado nu em uma árvore, onde foi assassinado a sangue frio, por esfolamento, tendo os homicidas retirado lentamente toda a pele de seu corpo.
A burocrática justiça colonial mostrou-se absolutamente indiferente ao episódio, deixando impunes os sete irmãos que haviam perpetrado a revoltante barbárie. Foi assim que, ante a indiferença dos órgãos de repressão à criminalidade, Januário se associou a seu irmão caçula Salvador Garcia Leal e ao primo, Mateus Luís Garcia, e, juntos, os três capitães de milícias assumiram pessoalmente a tarefa de localizar e sentenciar os autores do crime contra João Garcia Leal, dando início a uma perseguição atroz que relembrou tempos antigos, quando a justiça ainda era feita pelas próprias mãos. Segundo reportagem da EPTV Sul de Minas, Januário agiu dentro da legalidade, tendo recebido autorização da Coroa Portuguesa para agir de tal forma e resolver o fato como achasse justo.
A lei escolhida por Januário, chefe do bando de justiceiros privados, foi a de talião, ou seja, a morte aos matadores – com o requinte estarrecedor de se decepar uma orelha de cada criminoso, juntando-as em um macabro cordão que era publicamente exibido como troféu pelos vingadores.
Somente depois de decepada a última orelha dos criminosos é que Januário deu-se por satisfeito. Até então, grande parte da então Capitania de Minas Gerais ficou sujeita à autoridade dos vingadores, que chegaram a desafiar magistrados e milicianos, sendo necessária a dura intervenção de Dom João VI, então Príncipe Regente de Portugal, para tentar debelar a ação dos capitães revoltados, que foram duramente perseguidos.
Segundo a tradição oral, relatada por Gustavo Barroso, o "Sete Orelhas" teria morrido em decorrência de um acidente numa porteira. A morte se deu por um trauma que, por ironia do destino, foi na região da orelha direita, fraturando-lhe o crânio e o queixo. Tal trauma ocorreu quando o capitão cercava um cavalo que pulou uma porteira de varas, vindo uma das varas a desferir-lhe o golpe fatal. No início de 2006, a pesquisadora catarinense Tânia Arruda Kotchergenko localizou no Museu Histórico do Tribunal de Justiça de Santa Catarina o inventário de Januário Garcia Leal.
Este documento confirmou que, à época de sua morte, Januário Garcia Leal exercia a função de mercador, tal qual seu pai, Pedro Garcia Leal. A documentação contém a carta patente original que lhe conferiu o posto de Capitão de Ordenanças do Distrito de São José e Nossa Senhora das Dores, as procurações de sua mulher e filho, declarações de testemunhas e, ainda, o exame de Corpo de Delito.
Januário e seu bando, sacudiram a Capitania de Minas Gerais, sobrepondo-se às autoridades policiais e judiciárias, conquistando fama e respeito com seus impressionantes feitos, sem que precisassem contar com qualquer instrumento de propaganda. A ação dos vingadores em Minas Gerais, segundo um documento do período, uma ordem régia, colocava em risco a soberania do próprio Estado português. Mais um detalhe merece destaque: Januário Garcia Leal sempre viveu na região sudeste do Brasil.